# Barrage d'Aposelémis
Le barrage d'Aposelémis (grec moderne : Φράγμα Αποσελέμη / Frágma Aposelémi) est un barrage en remblai du district régional d'Héraklion, en Crète. 
Il est implanté sur la rivière Aposelémi près des villages de Potamiés et d'Avdoú, à 32 kilomètres au sud-est d'Héraklion. Le barrage est le plus grand projet de gestion de l'eau en Crète. Il crée le lac d'Aposelémis, un réservoir qui sert de principale source d'approvisionnement en eau douce pour les villes d'Héraklion et d'Ágios Nikólaos ainsi que pour six petites municipalités et 19 communautés le long de la côte nord de la Crète, région touristiquement développée, avec une population totale d'environ 300 000 habitants.